# St. Paul Saints (IHL)
St. Paul Saints byl profesionální americký klub ledního hokeje, který sídlil v Saint Paulu ve státě Minnesota. V letech 1959–1963 působil v profesionální soutěži International Hockey League. Saints ve své poslední sezóně v IHL skončily v základní části. Své domácí zápasy odehrával v hale Omni Coliseum s kapacitou 15 278 diváků. Klubové barvy byly černá a žlutá.
Jednalo se o dvojnásobného vítěze Turner Cupu (sezóny 1959/60 a 1960/61).

## Úspěchy
- Vítěz Turner Cupu ( 2× )
  - 1959/60, 1960/61

## Přehled ligové účasti
Zdroj: 
- 1959–1961: International Hockey League (Západní divize)
- 1961–1963: International Hockey League